# ASV Neufeld
Der burgenländische ArbeiterSport Verein Neufeld (Eigenschreibweise: asv neufeld) ist ein Fußballverein. Er wurde im Jahr 1923 in Neufeld an der Leitha wiedergegründet und ist aus der sozialistischen Jugendbewegung hervorgegangen. Die erste Gründung des Arbeitersportvereines Neufeld fand im Jahr 1895 statt.

## Erfolge
Bis zum Spieljahr 1972/73 konnte der ASV Neufeld den burgenländische Fußball prägen.
Aktuell spielt der Verein in der 2. Klasse Nord des Burgenlandes.
- Teilnahme an der Staatsliga B (1952/1953)
- Teilnahme an der Regionalliga Ost (1959/60, 1961/62)
- 3 × Cupsieger des Burgenlandes (1947, 1948, 1949)
- 10 × Landesmeister des Burgenlandes (1925–1930, 1946 (1), 1952, 1958, 1961)
- 1 × Meister II. Liga Nord des Burgenlandes (1991)
- 4 × Meister 1. Klasse des Burgenlandes (1946 (Mitte A), 1947 (Mitte), 1988, 2012 (Nord)
- 1 × Meister 2. Klasse Nord des Burgenlandes (2011)

(1) Der Landesmeister 1946 wurde aus den Meistern der 1. Klassen ermittelt.

## Bekannte ehemalige Spieler
- Geza Gallos (1948–2013), 450 Bundesligaspiele
- Karel Kula (* 1963)
- Stefan Luzsicza (* 1947)
- Jürgen Mansberger (* 1988)
- Patrick Niklas (* 1987)
- Yüksel Sariyar (* 1979), Spielertrainer

## Damenmannschaft
Die Frauen-Kampfmannschaft spielte ab der Saison 2010/11 in der Burgenländischen Frauenliga. Die Saison 2012/13 wurde auf dem zweiten Platz mit einem Torverhältnis von 5:50 beendet.

## Geza Gallos Gedenkturnier
Im Jahr 2015 veranstaltete der ASV Neufeld in Erinnerung an seinen prominentesten Spieler erstmals das Geza-Gallos-Gedenkturnier. Es handelte sich dabei um ein internationales Turnier für U-8- und U-10-Mannschaften. Bei der Erstaustragung kamen die internationalen Teilnehmer aus den Ländern Slowakei, Kroatien, Bosnien und Herzegowina und Ungarn. Das Turnier findet im Jahresrhythmus statt. Die Titelträger 2016 waren SK Rapid Wien (U8) und Sparta Prag (U10).